# 山下重明
山下 重明（やました しげあき、1917年7月21日 - 1992年3月21日）は、日本国の元外交官。

## 経歴
- 1917年、富山県出身。
- 東京高等師範学校附属小学校・中学校（現・筑波大学附属小学校／筑波大学附属中学校）で学ぶ。この東京高等師範学校附属学校時代の友人に村山雅美（登山家・南極観測隊隊長）が居た[1]。
- 東京帝国大学時代の1939年に第49回高等文官試験を受け合格し、外務省に入省。初任地は満洲国[2]。
- 第二次世界大戦戦後も外交官として活動。本省では大臣官房領事移住部長[3]、海外公館ではマラヤ連邦参事官、アイルランド、ブルガリア人民共和国、チリ[1]の三ヶ国で特命全権大使を務めた。
- チリ大使時代には『技術協力に関する日本国政府とチリ共和国政府との間の協定』の調印を日本代表として行った[4]。
- 1992年3月21日死去。墓所は多磨霊園[5]。

## 逸話
山下はブルガリア人民共和国特命全権大使時代に当地で1970年バレーボール世界選手権が開催された際、その大会で銅メダルを獲得したバレーボール日本男子代表を応援のために夫人と共に試合を観戦した。その試合で日本チームの選手たちがサインプレーの暗号として「おにぎり」という言葉を使っていたのを耳にし、後日、「試合中に『おにぎり』を盛んに言っていたから、おにぎりが食べたいのだろう」と思って日本男子代表チームにおにぎりを差し入れたという。

## 栄典
- 従七位（1944年4月13日付）[7]